# Pelargopsis melanorhyncha
Pelargopsis melanorhyncha, conhecida como martim-caçador-de-bico-preto é uma espécie de ave da família Alcedinidae.
É endémica da Indonésia. Os seus habitats naturais são: florestas de mangal tropicais ou subtropicais.